# 33337 Amberyang
33337 Amberyang è un asteroide della fascia principale. Scoperto nel 1998, presenta un'orbita caratterizzata da un semiasse maggiore pari a 2,3215786 UA e da un'eccentricità di 0,1010494, inclinata di 3,29020° rispetto all'eclittica.